# Ageratina riparia
Pour les articles homonymes, voir Jouvence, Siphon et Chiffon.
Espèce
Synonymes
- Ageratina ventillana (Cuatrec.) R.M.King & H.Rob.[2] [3]
- Eupatorium harrisii Urb.[2] [3]
- Eupatorium riparium Regel[2] [3] [4] [5]
- Eupatorium ventillanum Cuatrec.[2] [3]

Ageratina riparia, aussi appelée Abbé Souris, Abésouris, Jouvence, Ayapana marron, Faux-orthosiphon, Siphon, Herbe chiffon, Orthochiffon ou Ti chiffon, est une espèce de plantes à fleurs dicotylédones de la famille des Asteraceae, originaire du Mexique et des Antilles.
Cette plante herbacée est cultivée comme plante médicinale, notamment à la Réunion où elle a été introduite dans les années 1970 et s'est développée très rapidement sur toute l'île.
Elle tire ses noms vernaculaires de la Jouvence de l'Abbé Soury, bien qu'elle ne figure pas parmi les ingrédients de cette solution.

## Articles annexes
- Orthosiphon
- Ayapana